# Route nationale 455
Die N455 war von 1933 bis 1973 eine französische Nationalstraße, die zwischen Joigny und Saint-Germain-du-Puy verlief. Ihre Länge betrug 129 Kilometer. Von 1976 bis 1993 entstand zwischen Flers-en-Escrebieux und Douchy-les-Mines eine Schnellstraße, die die Nummer N455 bekam. Diese wurde 2009 Teil der A21.